# Bitcoin Foundation
Die Bitcoin Foundation ist eine im September 2012 gegründete Non-Profit-Körperschaft mit Sitz in Washington, D.C.
Ihr Ziel ist es, die Entwicklung der quelloffenen Bitcoin-Software voranzutreiben und gleichzeitig den Einsatz der Kryptowährung zu fördern.
Zu den Gründungsmitgliedern zählen: Gavin Andresen, Charlie Shrem, Mark Karpelès, Peter Vessenes, Roger Ver, Patrick Murck und Mehul Puri. 
Der ehemalige Vizevorsitzende Charlie Shrem gab im Januar 2014 seinen Posten auf, nachdem er wegen Geldwäsche in Verbindung mit der Drogen-Handelsplattform Silk Road verhaftet wurde. Auch das ehemalige Vorstandsmitglied Mark Karpelès legte sein Amt nieder, nachdem sein Unternehmen, die damals weltgrößte Bitcoin-Handelsplattform Mt.Gox, unter dubiosen Umständen Insolvenz anmelden mussten. Direktor ist seit 2014 Brock Pierce.
Die Bitcoin Foundation ist Sponsor der Seite bitcoin.org.